# آمیتیس
آمیتیس، شاهدختی مادی، فرزند هووخشتره و خواهر ایشتوویگو بود که طی مناسبات سیاسی میان پادشاهی ماد و امپراتوری بابل نو به همسری بخت‌النصر دوم پادشاه بابل درآمد.

## ملکهٔ بابل
یکی از افرادی که امیتیس را فرزند هووخشتره معرفی کرده‌است، بروسوس مورخ بابلی_یونانی است.
هنگامی که حکومت ماد و بابل علیه آشور متحد شدند، این اتحاد و دوستی هووخشتره شاه مادی و نبوپلسر شاه بابلی بر روی ویرانه‌های آشور باعث به وجود آمدن یک ازدواج سیاسی شد.
ازدواجی که در ۶۱۴ ق. م میان امیتیس دختر هووخشتره و بخت نصر فرزند نبوپلسر انجام شد.

### باغ‌های معلق بابل
امیتیس که پس از ازدواج با بخت‌النصر (نبوکدنصر) به بابل که برخلاف سرزمین پدری‌اش که کوهستانی و سرسبز بود داری آب و هوایی گرم و دشت‌های خشک بود، رفته‌بود، دچار غمزدگی و افسردگی گشت.
به همین خاطر بخت‌النصر که همسر محبوبش را این گونه دید، امر کرد تا بنایی باشکوه و عظیم در جایی مرتفع ساخته شود که بعدها این بنا به باغ‌های معلق بابل معروف شدند.
احتمالاً واژه معلق اشتباهی در ترجمه منابع یونانی بوده و در واقع منظور بالکن و تراس بوده‌است زیرا این بنا ساخته شده از بالکن‌های طبقاتی بوده‌است که بر روی هم قرار داشته‌اند و هر طبقه پوشیده از گل‌ها و گیاهانی بوده‌است که بخت‌النصر دستور جمع‌آوری آن‌ها را از سراسر دنیا داده‌بود.